# Галюк, Светлана Валентиновна
Светлана Валентиновна Галюк (род. 19 ноября 1987, Северодонецк, Ворошиловградская область) — украинская трековая и шоссейная велогонщица, мастер спорта Украины международного класса, участница Олимпийских игр в Лондоне, призёр чемпионатов Украины, чемпионатов мира и Европы. Тренер — Сергей Базин, первый тренер — Евгений Игнатов.

## Биография
Светлана Галюк родилась 19 ноября 1987 года в городе Северодонецк, Луганская область. Велоспортом начала заниматься в местном спортивном клубе «Химик» у тренера Евгения Игнатова. Впоследствии присоединилась к команде ISD. Спортсменка получила высшее образование в Луганском университете им. Т. Шевченко.
На юношеском и молодёжном уровне Светлана Галюк успешно выступала как в шоссейных, так и в трековых гонках. Она завоевала золото на чемпионате Европы по трековым велогонкам 2009 в Минске в командной гонке преследования и трижды завоёвывала серебро: в Котбусе на чемпионате Европы по трековым велогонкам 2008 и на чемпионатах Европы по шоссейным велогонкам 2007 и 2008 годов.
В 2008 году на чемпионате мира в командной гонке преследования команда Украины в составе Любови Шулики, Леси Калитовской и Светланы Галюк получила серебро.
На этапах Кубка мира спортсменка неоднократно становилась победительницей и призёром как командных, так и индивидуальных гонок преследования.
На Универсиаде 2011 года в Шэньчжэни велогонщица заняла третье место в гонке преследования.
На Олимпийских играх в Лондоне Светлана Галюк соревновалась в командной гонке преследования, в которой сборная Украины не прошла квалификацию.